# 北京大学程序在线评测系统
北京大学程序在线评测系统，或（POJ），是北京大学设计开发的網上程式設計題庫，包含超過3000個程式設計題，题目大部分来自ACM国际大学生程序设计竞赛和各种比赛的题目，并免费开放向所有人注册。
网站的服务并不十分稳定，时常出现网页打不开或测评机异常的情况。